# Luc de Clapiers
Luc de Clapiers, marqués de Vauvenargues (6 de agosto de 1715-28 de mayo de 1747) fue un moralista francés, natural de Aix-en-Provence. Por motivos de salud tuvo que abandonar su vocación militar y su carrera diplomática. En su obra se recogen anécdotas, reflexiones y consejos sobre el comportamiento humano:
- Introducción al conocimiento del espíritu humano.
- Consejos a un joven.